# Polystachya geniculata
Polystachya geniculata là một loài thực vật thuộc họ Orchidaceae. Đây là loài đặc hữu của Cameroon. Môi trường sống tự nhiên của chúng là đồng cỏ nhiệt đới hoặc cận nhiệt đới vùng ngập nước hoặc lụt theo mùa and subtropical hoặc tropical high-altitude vùng đồng cỏ. Chúng hiện đang bị đe dọa vì mất môi trường sống.